# Gruppo Ferraguti
La Lavanderia industriale Nivea SpA è un'azienda sarda attiva nel settore della lavanderia industriale, fondata nel 1967 da Martino Ferraguti (Formigine, 6 luglio 1926 – Cagliari, 3 Agosto 2016) a Cagliari.
Dopo l'apertura di altri stabilimenti e l'acquisizione di cinque aziende sarde, il conglomerato è stato riorganizzato come Gruppo Ferraguti.

## Storia
L'azienda venne fondata nel 1967 dall'imprenditore Martino Ferraguti, che inaugurò ad Assemini il primo impianto produttivo (di 9.500 m²) della Lavanderia Industriale Nivea. Successivamente vennero realizzate altre 3 unità produttive a Olbia, Oristano e Porto Torres.
Nel corso degli anni, l'azienda acquisì altre cinque industrie sarde, la Colis, la Lisar, la Mareblu, la Sterilis e la Demi, portando alla definitiva riorganizzazione sotto al nome di Gruppo Ferraguti.
Dopo la morte del fondatore, il ruolo di presidente del gruppo è stato assunto dal figlio Maurizio Ferraguti.
Nel 2016 il gruppo è formato da circa 700 dipendenti (tra fissi e stagionali) con un fatturato di 42,5 milioni di euro.
Nel 2017 l'impianto di Macchiareddu è stato gravemente danneggiato da un incendio.

## Composizione
Il Gruppo Ferraguti è oggi composto da cinque società produttive che erogano servizi di sanificazione e sterilizzazione in diversi campi (tessile, strumentario chirurgico degli abiti da lavoro, dispositivi di protezione individuale), oltre a tre società di servizi e una società immobiliare.